# Rhinogobio
Rhinogobio is een geslacht van straalvinnige vissen uit de familie van karpers (Cyprinidae).

## Soorten
- Rhinogobio cylindricus Günther, 1888
- Rhinogobio hunanensis Tang, 1980
- Rhinogobio nasutus (Kessler, 1876)
- Rhinogobio typus Bleeker, 1871
- Rhinogobio ventralis Sauvage & Dabry de Thiersant, 1874